# The We We Are
"The We We Are" es el noveno episodio y final de la primera temporada de la serie de televisión de ciencia ficción y suspenso psicológico Severance. El episodio fue escrito por el creador de la serie Dan Erickson y dirigido por el productor ejecutivo Ben Stiller. Se estrenó en Apple TV+ el 8 de abril de 2022.
La serie sigue a los empleados de Lumon Industries, una corporación de biotecnología que utiliza un procedimiento médico llamado "separación" para separar los recuerdos de sus empleados dependiendo espacialmente de si están en el trabajo o no. Cuando los trabajadores despedidos están en el trabajo, se les llama "innies" y no pueden recordar nada de sus vidas ni del mundo exterior. Cuando están fuera del trabajo, se les llama "outies" y no pueden recordar su tiempo de trabajo. Debido a esto, Innie y Outie experimentan dos vidas diferentes, con personalidades y agendas distintas. En este episodio, Dylan activa la contingencia de tiempo extra, lo que permite que Mark, Irving y Helly se despierten en el mundo exterior como sus exus.
El episodio recibió elogios universales, con críticos elogiando la escritura, las actuaciones, la dirección, la banda sonora, la tensión, las revelaciones y el suspenso. Ben Stiller y Dan Erickson recibieron nominaciones a Mejor Dirección de Serie Dramática y Mejor guion de Serie Dramática en la 74.ª edición de los Premios Primetime Emmy.

## Trama
Los intus se despiertan en el mundo exterior. Mark (Adam Scott) se siente confundido, ya que no conoce a nadie y expresa su sorpresa por tener una hermana. Irving (John Turturro) se sorprende al ver que es pintor en su apartamento. Helly (Britt Lower) se encuentra en una gala, conoce a Natalie (Sydney Cole Alexander) y descubre que su nombre es Helena Eagan.
Mark conoce a Devon (Jen Tullock) por primera vez y se sorprende al saber que la lectura del libro es sobre el libro que encontró en Lumon. Mientras habla con Ricken (Michael Chernus), Mark se entera de que aceptó el proceso de cercenadura después de perder a su esposa Gemma. Cuando Cobel le pregunta a Mark si está bien, él se va y se refiere a ella como "la Sra. Cobel", haciéndole darse cuenta de que está en su forma interna. Irving encuentra un cofre que revela su pasado en la Marina de los EE. UU., y encuentra un mapa y un directorio de empleados. Esto incluye a Burt (Christopher Walken), lo que impulsa a Irving a salir a buscarlo. 
En la gala, Helly descubre que formó parte de un experimento en el que Helena quería demostrar la viabilidad del programa de cercenadura. Al someterse a esta separación, el programa obtendría un mayor apoyo en la legislación. Ella tiene una conversación con su padre Jame (Michael Siberry), quien la felicita por sus acciones y por sobrevivir al sabotaje de su intus. Mark habla en privado con Devon y le revela que está en su forma intus. Él vuelve a preguntar por qué su exus participaría en el programa de cercenadura, y ella reitera que fue por la muerte de Gemma. Él quiere que ella contacte a las autoridades para detener a Lumon, pero ella cree que su influencia lo impedirá y deberían recurrir a la prensa. Cuando Mark menciona a Cobel, Devon se da cuenta de que "la Sra. Selvig" es en realidad Cobel.
Cobel abandona la fiesta y llama a Milchick (Tramell Tillman) para informarle sobre la activación de la contingencia. Milchick no puede detener a Dylan (Zach Cherry), ya que se ha encerrado en la sala de seguridad. Irving localiza a Burt en su casa, pero se descorazona al descubrir que está con otro hombre. Cobel llega a la gala y expone a Helly en el escenario. Helly lo usa como una oportunidad para declarar sus intenciones de destruir a Lumon, exponiendo el proceso de separación como una experiencia tortuosa para los internos, por lo que es abordada. Mark descubre una foto del día de su boda y reconoce a Gemma como la Sra. Casey. Luego le grita a Devon: "¡Está viva!". En el momento exacto, Milchick finalmente irrumpe en la sala de seguridad y ataca a Dylan, deteniendo la contingencia.

## Desarrollo

### Producción
El episodio fue escrito por el creador de la serie Dan Erickson y dirigido por el productor ejecutivo Ben Stiller. Esto marcó el tercer crédito como guionista de Erickson y el sexto crédito como director de Stiller.

### Escritura
Britt Lower dijo sobre el arco del personaje de Helly: "Para mí fue un verdadero placer imaginar el arco de Helly. Soy una artista visual, así que dibujé todas las secuencias de acción por las que pasa Helly y las puse en mi pared, y casi parece una novela gráfica. Quiero decir, Helly es muy dinámica. Se mueve constantemente, así que poder mirar esa pared y señalar en qué parte del proceso de filmación estábamos fue de gran ayuda". En cuanto a su discurso en el escenario, Lower explicó: "Para mí, fue un momento en el que se reflexionó sobre sí misma y asumió la responsabilidad. Creo que ese es el momento en el que se da cuenta de que está conectada, le guste o no, con los comportamientos de ella misma en el exterior. Toma el asunto en sus propias manos. Si es efectivo, no lo sé, tendremos que verlo. Helly no es de las que no avanzan cuando ha tomado una decisión".
Erickson y Stiller consideraron diferentes formas de terminar el episodio, y Stiller sugirió que el final de la contingencia de tiempo extra debería ser la última escena. Aunque Erickson pensó que los espectadores se molestarían, consideró que era "de lejos el punto más efectivo en el que podríamos haber terminado esta parte de la historia, en términos de narrativa y para los personajes".  Stiller agregó: "Originalmente, íbamos a ir más allá y responder más preguntas, pero sentí con mucha fuerza que hay algo sobre el misterio del programa en lo que quieres vivir. Es ese equilibrio de responder suficientes preguntas, pero no demasiadas. Nos decidimos por esto porque, en cierto modo, era la idea más resonante emocionalmente".

### Rodaje
Stiller consideró filmar el episodio en una sola toma, pero descartó la idea porque la estructura resultaría imposible de lograr. Dijo: "Desde la primera toma del episodio de Mark supe que queríamos mantenerlo lo más continuo posible. Casi parecía como si la cámara estuviera pegada al frente de la cara[del actor".

## Reseñas críticas
"The We We Are" recibió elogios universales. Matt Schimkowitz, de The AV Club, le dio al episodio una "A" y escribió: "“The We We Are” es una descarga de adrenalina pura intercalada con momentos de angustia y humor negro. La combinación de guionista y director de Dan Erickson y Ben Stiller funciona de maravillas aquí. Este es un final satisfactorio porque esparce respuestas a lo largo de todo el episodio a un ritmo digerible. Y luego, ¡zas!: esos últimos 10 minutos no se contienen".
Erin Qualey de Vulture le dio al episodio una calificación perfecta de 5 estrellas de 5 y escribió: "Entiendo si hay frustración de los espectadores por la falta de respuestas en este episodio final. ¿Personalmente? Me encantará pensar en este programa durante los próximos meses. Para mí, los mejores programas son los que estimulan mi cerebro con posibilidades. Dado lo estelar que fue la primera temporada, confío plenamente en que el equipo creativo de Severance dirigirá este barco de manera competente, y seguiré a donde sea que me lleven". Oliver VanDervoort de Game Rant escribió: "En lo que es una clase magistral sobre cómo realmente aumentar el drama en los momentos finales del final de temporada, el episodio termina con los tres Innies intentando un acto desesperado mientras parecen sentir que su tiempo casi se acaba. Sin embargo, Severance también maneja esto bien porque no es un agujero en la trama que parezca que saben que las cosas están llegando a su fin, se trata mucho más de obtener la información que saben que es importante. Ahora va a ser una larga espera hasta la temporada 2".
Myles McNutt de Episodic Medium escribió: "Aunque soy escéptico con el piloto de 7 horas, terminé la primera temporada de Severance sintiendo que esta es la mejor ejecución posible, y las limitaciones impuestas a "The We We Are" crean algo que eleva las historias que vinieron antes". Breeze Riley de Telltale TV le dio al episodio una calificación perfecta de 5 estrellas de 5 y escribió: "A pesar de estos cabos sueltos, todavía hay satisfacción en ver el avance de los innies. Disminuye la frustración que normalmente se puede sentir sobre un final de suspenso".
Mary Littlejohn de TV Fanatic le dio al episodio una calificación de 4,5 estrellas de 5 y escribió: "Aunque no lo parezca, el episodio 9 de la temporada 1 de Severance fue el episodio más satisfactorio hasta ahora". Caemeron Crain de TV Obsessive escribió: "Según se informa, la temporada 2 de Severance está en producción, por lo que esperamos no tener que esperar demasiado para que esta historia continúe. Mientras tanto, sugiero contemplar los nueve valores fundamentales de Lumon y estudiar la línea familiar de los Eagan".

### Premios y reconocimientos
TVLine nombró a Britt Lower como mención honorífica como "Artista de la semana" de la semana del 9 de abril de 2022, por su actuación en el episodio. El sitio escribió: "El thriller distópico sobre el lugar de trabajo de Apple TV+, Severance, nos dejó atónitos con un final de temporada lleno de altibajos, y no habría funcionado sin el trabajo apasionado y complejo de Britt Lower como Helly. Siempre la más rebelde de los empleados de Lumon, Helly descubrió que en el mundo exterior, en realidad es la hija del director ejecutivo y la heredera del legado familiar de Lumon. Lower interpretó la sorprendente revelación con una precisión notable, con Helly juntando lentamente las piezas sin traicionar la verdad a sus pares corporativos. Cuando Helly destapó la verdad sobre el procedimiento de despido de Lumon en un torrente de ira, Lower finalmente dejó que la frustración y la desesperación de una temporada salieran a la superficie. No podemos esperar a ver lo que la temporada 2 tiene reservado para nosotros, especialmente con Lower descubriendo nuevas capas de Helly como esta".
Ben Stiller y Dan Erickson recibieron nominaciones a Mejor dirección en una serie dramática y Mejor guion en una serie dramática en los 74.º Premios Primetime Emmy, respectivamente. Stiller perdería ante Hwang Dong-hyuk por el episodio "Luz roja, luz verde" en Squid Game, mientras que Erickson perdería ante Jesse Armstrong por el episodio "All the Bells Say" en Succession.